# Aphanistes guatemalenus
Aphanistes guatemalenus là một loài tò vò trong họ Ichneumonidae.